# 庄交コーポレーション
株式会社庄交コーポレーション（しょうこうコーポレーション）は、庄内交通などを傘下に置く庄交グループの中心会社。山形県鶴岡市に本社を置く。

## 概要
2003年3月、庄内交通は財務基盤の強化と収益力の向上を目的に不動産や物販部門を分離し、バス部門に特化する経営方針を打ち出し、かつて11億円あまりの借入金全額の他行肩代わりを実施するなど、経営を支えてきたメインバンクである荘内銀行の主導の下、同年5月庄交コーポレーションを設立。社長には荘銀元副頭取が就任した。
その後、2006年10月に庄内交通、庄交コーポレーションなどを傘下に置く純粋持株会社として庄交ホールディングスが設立され、2017年4月、組織再編によって庄交コーポレーションが庄交ホールディングスを合併した。

## 施設の改修
庄交コーポレーション（以下、庄交）が運営している東京第一ホテル鶴岡、ショッピングセンターのエスモールおよびスポーツクラブのプラスワンは、オープンから30年超が経過し、施設の老朽化が目立っていた。中でも東京第一ホテル鶴岡は、旧耐震基準による建設物であったため、耐震補強工事が喫緊の課題となっていた。
庄交は3施設の改修にあたって、2018年4月1日、国土交通省から東京第一ホテル鶴岡他改修事業における民間誘導施設等整備事業計画の認定を受け、さらに荘銀からの支援による不動産特定共同事業法を活用したスキームに拠る資産流動化およびノンリコースローンの組成等によって資金を賄う手法を選択した。
この資金調達は、庄交と地元企業および国交省所管の一般財団法人民間都市開発推進機構からの出資と荘銀からのノンリコースローンによって、特別目的会社（SPC）を設立し、庄交の施設を売却し資産流動化を図ったもので、耐震化を含め45億円をかけて、2018年7月までに各施設の改修を完了させた。

## 沿革

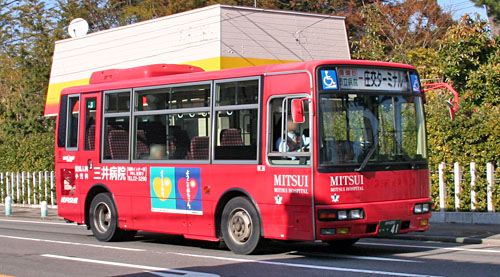
庄内交通路線バス

- 1943年（昭和18年）10月1日 - 庄内電鉄とバス事業者4社が合併して、（旧）庄内交通株式会社（後の、庄交ホールディングス）が設立される。
- 1956年（昭和31年） - 庄内交通自動車講習所（後の庄交学園）を設置。
- 1956年（昭和33年）2月 - 庄交商事株式会社を分社化。
- 1956年（昭和49年）8月16日 - 整備部門の庄内サービス株式会社を分社化。
- 1977年（昭和52年）4月11日 - 観光バス事業を専門とする庄内交通観光バス株式会社を設立。
- 1979年（昭和54年）12月2日 - 庄交モールなどの事業を行う株式会社庄交コーポレーションを設立。
- 1981年（昭和56年）2月21日 - 株式会社庄交トラベルを設立。
- 1988年（昭和63年）4月 - 広告関連の株式会社庄交アド・エージェンシーを設立。
- 1988年（昭和63年）12月27日 - あつみ交通株式会社を設立し分社化。
- 1994年（平成6年）6月 - 人材派遣会社の株式会社庄交ニューライフを設立。
- 1995年（平成7年）9月7日 - あさひ交通株式会社、ゆざ交通株式会社を設立し分社化。
- 1997年（平成9年）9月5日 - たちかわ交通株式会社を設立し分社化。
- 2002年（平成14年）4月1日 - 観光バスとタクシー事業を統合し庄内交通観光バス・ハイヤー株式会社を設立。
- 2003年（平成15年）5月15日 - 不動産事業部を存続会社の株式会社東京第一ホテル鶴岡へ吸収させ、株式会社庄交コーポレーションとした。
- 2006年（平成18年）10月1日 - 庄内交通とバス事業者4社、生活関連会社を統合する庄交ホールディングスとなった。庄内交通株式会社は、完全子会社として新たに設立された。
- 2008年（平成20年）6月25日 - 早坂剛エル・サン社長（鶴岡商工会議所会頭）が新たに社長に就任。
- 2012年（平成24年）4月1日 - 観光バス事業とタクシー事業を再び分社化、庄内交通観光バス（観光バス事業）と庄交ハイヤー（タクシー事業）となる。
- 2014年（平成26年）4月1日 -庄内交通が庄内交通観光バス株式会社、あつみ交通株式会社、あさひ交通株式会社を再合併。この日付で、すべてのバス路線が庄内交通株式会社の運行となる。
- 2016年（平成28年）
  - 6月 - 早坂剛社長が退き、國井英夫が新社長に就任[7]。
  - 12月1日 - 庄交コーポレーションの完全子会社として庄交価値創造研究所を設立[8][9]。
- 2017年（平成29年）
  - 4月 - 庄交コーポレーションが庄交ホールディングスを合併。
  - 4月1日 - 国土交通省から東京第一ホテル鶴岡他改修事業が全国初となる民間誘導施設等整備事業計画の認定を受ける。
  - 4月3日 - バス運転手の職業訓練事業を手掛ける新会社「庄内運転者育成学園」を設立[10]、同年6月1日より訓練生の受入れを開始した[11]。
- 2018年（平成30年）4月28日 - 出羽三山神社から湯殿山参籠所の委託運営を開始[12][13]。
- 2024年（令和6年）6月25日 - 近藤司社長が新たに社長に就任。

## 事業部・グループ企業
| - 東京第一ホテル鶴岡事業部 - 庄内観光物産館事業部 - 庄交サービス事業部 - 庄交学園事業部 - 庄交クリーン事業部 - 庄交トラベル事業部 - プラスワン事業部 - 航空事業部 - S-MALL事業部 - 不動産事業部 - 庄交アド・システム事業部 | - 庄内交通 - 庄交ハイヤー - 庄交価値創造研究所 - 庄交保険サービス - 庄内運転者育英学園 |

### かつて存在した企業
下記のグループ企業は、2014年4月1日をもって庄内交通株式会社に吸収合併となった。
- 庄内交通観光バス
- あつみ交通
- あさひ交通
- ゆざ交通